# Bibiche (Mosel)
Die Bibiche ist ein etwa 23 km langer Bach in Frankreich, der im Département Moselle in der Region Grand Est verläuft. Sie ist ein rechter Zufluss der Mosel.

## Geographie

### Verlauf
Die Bibiche entspringt beim Weiler Altroff, im Gemeindegebiet von Bettelainville, entwässert generell Richtung Nordwest bis Nord und mündet nach rund 23 Kilometern im Gemeindegebiet von Basse-Ham als rechter Nebenfluss in die Mosel.

### Zuflüsse
- Diebach (rechts), 2,6 km
- Ruisseau de Metzerwisse (rechts), 2,1 km

### Orte am Fluss
- Kirsch-lès-Luttange, Gemeinde Luttange
- Metzervisse
- Volstroff
- Distroff
- Kuntzig
- Basse-Ham